# Abraham Fraenkel
Abraham Halevi (Adolf) Fraenkel (în ebraică אברהם הלוי (אדולף) פרנקל; n. 17 februarie 1891, München, Imperiul German – d. 15 octombrie 1965, Ierusalim, Israel) a fost un matematician evreu germano-israelian, cunoscut mai ales pentru contribuțiile aduse în teoria axiomatică a mulțimilor, în care se remarcă îmbunătățirea adusă axiomelor lui Zermelo, având drept rezultat așa numitele axiome Zermelo-Fraenkel. Din 1929 a trăit la Ierusalim.

## Biografie
Fraenkel a fost cel dintâi decan al facultății de matematică și științe naturale de la Universitatea Ebraică din Ierusalim și rector al acestei universități. El a fost laureat al Premiului de stat - Premiul Israel pentru științe exacte în anul 1956 și membru al Academiei Naționale de Științe a Israelului.
Ca membru al Mișcării național-religioase Mizrahi, a fost, înainte de 1948, membru în Comitetul Național și în Adunarea reprezentanților evreilor din Palestina sub mandat britanic.

## Activitate științifică
Fraenkel are lucrări de o importanță deosebită relativ la algebra logicii al lui George Boole.
A definit noțiunea de număr, bazat pe teoria mulțimilor și a ajuns la concluzia că această definiție este oarecum paradoxală.
A definit numărul cardinal al unei mulțimi ca fiind mulțimea tuturor mulțimilor echivalente cu aceasta.

## Scrieri
- 1922: Über den Begriff definit und die Unabhängigkeit des Auswahlaxioms;
- 1922: Axiomatische Begründung der Transfiniten Kardinalzahlen;
- 1924: Die neueren Ideen zur Grundlegung der Analysis und Mengenlehre;
- 1926: Axiomatische Theorie der geordneten Mengen;
- 1928: Einleitung in die Mengenlehre;
- 1932: Axiomatische Theorie der Wohlordnung;
- 1935: Sur l'axiome de choix;
- 1958: Foundation of Set Theory.